# 金文
金文，亦称吉金文字、钟鼎文、钟鼎款识、青铜器銘文，乃铸或刻于青铜器上的文字。初始于商朝中期，盛于西周，記錄的内容与当时社会，尤其是王公贵族的活动息息相关，多为祀典、赐命、征伐、圍獵及契约之事。大部分人以周宣王在位时期铸造的毛公鼎金文（又稱西周金文）为金文代表，毛公鼎铭文共32行，535字。
西周以降，金文被全中國地使用，而用途則無甚改變。据统计，其文约有3,005字，可辨識者，計有2000多字。由於商周盛行青铜器，而青铜礼器以「鼎」为代表，乐器以「鐘」为代表，因其刻於金器、大鐘上故稱之金文，亦因而得“钟鼎文”之名。

## 金文的種類
金文可略分為四種，即殷商金文（前1300年左右前1046年左右）、西周金文（前1046年左右至前771年）、春秋战国金文（前770年～前221年）和秦漢金文（前221年～220年）。

### 商金文
目前所发现的最早的金文，见于商代的二里岗文化时期，例如河南中牟县出土的臣戈、陕西绥德墕头村出土的冬刃戈等，年代为商朝中期，早于殷墟甲骨文。绝大多数的商代金文，都产生在盤庚遷殷（今河南安阳西北）以後。商朝晚期的鑄有金文之青銅器日愈增多，然所述仍簡，多為鑄者或其先祖之名称。铸刻的文章几乎全部都出现于商末最后三王时期，例如日本白鹤美术馆收藏的小子蒚卣銘（旧说认为是帝乙时期，新观点认为是文丁时期），有器铭文4行44字、盖铭文3字，相当于短篇文章；帝乙时期的乙酉父丁彝、己酉戍命彝、小臣艅犀尊和帝辛时期的二祀邲其卣、四祀邲其卣、六祀邲其卣、版方鼎、陶觥、作册般青铜鼋、隰尊、宰椃角以及洛邑殷遗民收藏的商末铸造的我方鼎等，均相当于比较短的文章。商朝金文中已发现的单字总共有1,300多个。

### 西周金文
及至周代商起，金文漸興，天子之事，如昭王南巡、穆王西狩等，多有記述。西周铭文青铜器几乎涵括每一位周王，可以说西周周王年数的正确与否完全取决于金文，要是不懂青铜器铭文的所属是那一位周王，就是说没有完整的周王元年青铜器铭文的支持，谈论中国年表西周部分毫无意义。西周周王青铜器的标准年月日的日期标注，以“唯王”开始，后面如果没有年数，默认的是该周王的元年，有年数的也可以换算成该王元年。有关周王的元年基本上是正月初吉，即现在的新年正月初一昭告天下，新年新气象取的是吉祥。也有周王在新年登基后赶赴外地诸侯处行政的例子。此時金文被廣泛使用，堪稱全盛時期。

### 東周金文
自平王東遷以降，鐵器漸見，鐘等青銅樂亦漸多，且亦能鑄文於青銅器外側，故金文所錄，已非如當初般，只為王公大臣之事，戰功、音階等，皆有鑄錄。此时金文随着时间的推进逐渐不再像西周时期那样盛行。

### 秦漢金文
秦始皇一統天下後，詔令書同文，並於四方立碑，所用之文字皆為小篆，且不再刻銘文於鐘鼎之上，由是金文漸衰。及至漢代，民間多鑄銘文於鐵器之上，青銅之器，不復使用，金文自是不見於史。

## 金文的製造過程
殷周金文被鑄在青銅器的內側，但是怎樣在鑄模上刻印上金文仍然未能確定。根據在工場遺址所發現的大量模具所推斷，青銅器的製造方法如下：
1. 利用黏土做一個與製成品大小相若的土胚（模型）。
2. 另外再用黏土包裹著模型，待乾透後切開外層的粘土，作為外模。
3. 將模型削去外層，作為內模。
4. 在內模刻上圖案文字。
5. 組合起外模和內模，並在之間放入銅片作為間隔空隙以待注入銅液。
6. 將已溶化的銅注入。
7. 將模冷卻打破，取出青銅器。

但是，怎樣在內模上加上文字圖案等，仍然是一個謎。由於在青銅器內側的金文是凹入去的，因此在內模上的文字應該是凸出來的。加上這些凸出來文字的技法，有各種不同的假設：
- 將溶成泥狀的粘土，逐漸貼上。
此為清朝金石學權威阮元提出的假設，但沒有實證實驗

- 在內模貼上薄黏土，再削去多餘部份。
這是民國以前被提出的假設。工序中必然會在內模上造成痕跡，而青銅器上亦必然有之，然而實際上並沒有。

- 先在木片或龜甲上刻上文字，用黏土填滿後，再將黏土移印至內模上。
經實驗証明這個方法可行，但是沒有發現相關的物證，因此仍只可當作假設。

概論：除甲骨文外，在殷代的一种重要文字是金文。它的名称也是由书刻的原料而来。

## 相關參考論著資料
金文相關參考論著資料如下：

### 通論
- 容庚：《商周彝器通考》，《殷周青銅器通論》（與張維持合著）
- 林巳奈夫：《殷周青銅器綜覽》
- 馬承源：《中國青銅器》
- 朱鳳瀚：《中國青銅器綜論》

### 通釋
- 郭沫若：《兩周金文辭大系圖錄考釋》
- 陳夢家：《西周銅器斷代》
- 白川靜：《金文通釋》
- 周法高：《金文詁林》
- 馬承源：《商周青銅器銘文分代史證》，《商周青銅器銘文選》

### 拓本
- 羅振玉：《三代吉金文存》
- 嚴一萍：《金文總集》
- 中國社會科學院考古研究所：《殷周金文集成》
- 劉雨：《近出殷周金文集錄》（與盧岩合編），《近出殷周金文集錄二編》（與嚴志斌合編）

### 字典及文編
- 容庚：《金文編》
- 陳初生：《金文常用字典》

## 外部連結
- 小學堂金文 （页面存档备份，存于）